# Пареннефер
Пареннефер — древнеегипетский придворный сановник, ближайший советник, управитель двора фараона Эхнатона (XVIII династия).

## Биография
Пареннефер происходил из знатной семьи и сначала был советником фараона. Затем он возвысился до управляющего дворцовым хозяйством. Также он носил титулы «виночерпий фараона», «омывающий руки фараона», «глава ремесленников», «наблюдатель за всеми постройками в Доме Атона» (егип. Hat Aten). Пареннефер сыграл важную роль в становлении амарнского искусства в архитектуре.
У Пареннефера от супруги Мутемуи (Mwt-m-w3) были дочь Вернер (Wrnr), сыновья Сети (Sthy) и Бикенмут (Bik-n-mwt).

## Гробницы
Для Пареннефера строилось две гробницы:
1. неоконченная фиванская гробница (TT188), предшествовавшая скальной гробнице в Ахетатоне[4]. Надпись в этой гробнице подчёркивает, что должно отдать почтение всем богам, но Атону выразить особое почитание[5]. В гробнице прослеживаются изменениях в мировоззрении, произошедшие в правления Аменхотепа III и Эхнатона: например, прежде антропоморфный царский Ка стал более абстрактным, что привело к полному отказу от антропоморфных изображений Ка в Ахетатоне[6].
2. Гробница № 7 в Ахетатоне среди Южных гробниц, где Пареннефер изображён одариваемым золотыми ожерельями Эхнатоном[7].